# Кунцевич, Константин Эдвардович
Константин Эдвардович Кунцевич (укр. Костянтин Едвардович Кунцевич; 26 мая 1961 , Киев Украинская ССР — 28 октября 2012, там же) — украинский художник, член Национального союза художников Украины.

## Биография
Сын народного художника Украины Э. Кунцевича.
В 1977—1979 годах учился в художественной студии В. Зарецкого. В 1985 г. окончил Киевский художественный институт (мастерская В. Шаталина).
В 1992 г. стал членом Национального союза художников Украины.
Участник областных, республиканских, всесоюзных художественных выставок с 1990-х годов.
Персональная выставка в Киеве (1998).

## Творчество
Основные направления — станковая и монументальная живопись.
Автор пейзажей и жанровых полотен в неоромантическом стиле.

## Избранные работы
- «Метро» (1985),
- «Крупнейшая в мире» (1987),
- «Вспомнить всё», «Весна» (обе — 1988),
- «Искупление», «Христос воскрес» (обе — 1989),
- «Начало пути» (1990),
- «Прогулка» (1994),
- «Падение Икара» (2000),
- «Искушение» (2005),
- «Жара», «Горный пейзаж» (обе — 2006),
- «Наводнение» (2008);
- серии
  - «Музыка» (1991),
  - «Вверх-вниз» (1992),
  - «Декоративные пейзажи» (1993—1994),
  - «Неклассические натюрморты» (1995),
  - «Диалог», «Путешествие» (обе — 1996),
  - «Гербарий» (1997).